# Alejandra (Santa Fé)
Alejandra é uma comuna argentina do departamento San Javier na província de Santa Fé. Esta situada a 237 km da capital provincial, Santa Fe de la Vera Cruz.
A comuna foi criada em 8 de fevereiro de 1903.

## Pontos Turísticos
- Colonia Alejandra
- Colonia Las Marías
- El Ceibo
- La Loma
- Los Corralitos
- Los Jacintos
- Pájaro Blanco
- Paraje el Progreso
- San Antonio